# Воробьёв, Валентин Ильич
Валентин Ильич Воробьёв (род. 8 июля 1938, Брянск, Орловская область) — русский художник, представитель «второго русского авангарда», работающий и живущий во Франции с 1975 года. Один из лидеров советского неофициального искусства, участники соорганизатор скандальной «Бульдозерной выставки».. Принимал активное участие в выставках неофициального советского искусства в СССР, Европе и США.. Работы находятся в многочисленных частных и музейных собраниях. Коллекция Бар-Гера , собрание Александра Кроника, Михаила Алшибая , в Московском музее современного искусства , Государственной картинной галереи города Красноармейк.

## Биография
Учился в студии изобразительного искусства, в художественных школах Орла и Казани. В 1958—1961 годах был учеником Владимира Фаворского и Юрия Пименова во ВГИКе. Работал в издательствах, преподавал рисование. Участник знаменитой «Бульдозерной выставки». В 1975 году эмигрировал во Францию. Воробьёв — участник многих выставок в странах Западной Европы, а с 1987 года и в СССР. Работает в стиле геометрической абстракции.
Член группы Art-Cloche, основанной в 1981 году, которая занимает сквот на улице d’Arcueil в Париже, неформальной протестной группы, претендующей на роль представителей дадаизма и флюксуса. Выставлялся во Франции.
Автор ряда мемуарных книг, в которых подробно описана и отражена жизнь московского неофициального подполья с 1950-х г по 1970-е. «Враг народа. Воспоминания художника», «Графоман», «Леваки». Литературное творчество Воробьева регулярно публикуется в тель-авивском журнале «Зеркало».

## Выставки
- 1967 Выставка неофициального искусства в клубе «Дружба», Москва[15]
- 1970 Выставка «Новые течения в Москве», городской музей Лугано
- 1974 Бульдозерная выставка, Москва[2]
- 1974 2‑й осенний просмотр картин «на открытом воздухе» в лесопарке «Измайлово», Москва[16]
- 1976 L’art russe contemporain, Париж[17]
- 1977 New Art from the Soviet Union: The Known and Unknown, Вашингтон[18]
- 1978 Salon des reprouves. Les peintres russes non officiels, Париж[19]
- 1979 Drei maler aus der Sowjetunion, Бад-Хомбург-фор-дер-Хёэ[20]
- 1979 Zwanzig Jahre unabhangige Kunst in der Sowjetunion/20 лет неофициального искусства из Советского Союза, Бохум[21]
- 1979 Москва — Париж, Париж[22]
- 1982 Выставка Валентина Воробьева в Bajazzo Gallery, Лондон[23]
- 1983 Erotika, Париж[24]
- 1983 Das Prinzip Hoffnung. Aspekte der Utopie in der Kunst und Kultur des 20. Jahrhunderts, Бохум[25]
- 1983 4 русских художника из Парижа (в Люнебурге), Люнебург[26]
- 1983 4 русских художника из Парижа (в Ворпсведе), Ворпсведе
- 1983 4 русских художника из Парижа (в Штаде), Штаде[27]
- 1984 4 русских художника из Парижа (в Брауншвейге), Брауншвейг[28]
- 1984 Спустя десять лет, Монжерон[29]
- 1985 Открытие галереи Miro & Spizman, Лондон[30]
- 1987 Ретроспекция творчества московских художников. 1957—1987. Живопись. Часть 1, Москва[31]
- 1990 Другое искусство. Москва 1956—1976, Москва[32]
- 1993 Zweite Russische Avantgarde. Die Nonkonformisten. 1953—1983. Uas dem Sammlung Bar‑Gera, Гамбург
- 1996 Нонконформисты. Второй русский авангард 1955—1988. Собрание Бар‑Гера, Санкт-Петербург
- 1996 Нонконформисты. Второй русский авангард 1955—1988. Собрание Бар‑Гера, Москва
- 1998 Найди 5 отличий, Москва
- 2003 Вечер, посвящённый годовщине «Бульдозерной выставки», Москва
- 2004 Произведения из коллекции Михаила Алшибая, Москва
- 2007 Второй Авангард, Москва 1950—1970, Париж
- 2007 Москва — Париж, 1960—2000, Париж
- 2007 Пятьдесят на пятьдесят. Живопись и графика из коллекций Михаила Алшибая и Марка Курцера, Москва

## Публикации
«Враг народа. Воспоминания художника», 2005 г.
«Графоман», 2008 г.
«Леваки», 2012 г.